# Miroslav Poljak
Miroslav Poljak (Zagreb, 3 september 1944 – Zagreb, 2 november 2015) was een Joegoslavisch waterpolospeler.
Miroslav Poljak nam als waterpoloër tweemaal deel aan de Olympische Spelen van 1968. Hij eindigde met het Joegoslavisch team op de eerste plaats.
In de competitie kwam Poljak uit voor Mladost, Zagreb.
Hij overleed in 2015 op 71-jarige leeftijd na geruime tijd ziek te zien geweest.
Ozren Bonačić · 
Dejan Dabović · 
Zdravko Hebel · 
Zoran Janković · 
Ronald Lopatni · 
Uroš Marović · 
Đorđe Perišić · 
Miroslav Poljak · 
Mirko Sandić · 
Karlo Stipanić · 
Ivo Trumbić